# Luis Solari
Luis María Santiago Eduardo Solari de la Fuente (Lima, 28 de janeiro de 1948) é um político peruano de ascendência italiana e membro fundador do Possível Peru. Ele foi Ministro da Saúde do Peru e estudou medicina interna na Universidade Nacional de San Marcos. Ele ganhou destaque no seu trabalho para a Igreja Católica no Peru e recebeu o título de comandante da Santa Sé em 1997. Ele também pertence à Sodalicio de Vida Cristiana; isso relaciona-se com o seu tempo como Ministro da Saúde, pois opôs-se ao aborto e introduziu o Dia do Nascimento. Ele também foi primeiro-ministro do Peru.